# Волинський Володимир Олександрович
Володи́мир Олекса́ндрович Воли́нський (Варфоломій Варфоломійович Матусевич) (3 січня 1899, село Раковське (Ракаускай) Гродненської губернії, тепер Гродненської області, Республіка Білорусь — розстріляний 10 лютого 1938, місто Москва, тепер Російська Федерація) — білоруський радянський діяч, член Секретаріату ЦК КП(б) Білорусії. Кандидат у члени Бюро ЦК КП(б) Білорусії з 12 грудня 1925 по 29 квітня 1926 року. Член Бюро ЦК КП(б) Білорусі з 29 квітня 1926 по 3 січня 1927 року.

## Життєпис
Народився в селянській родині Варфоломія Матусевича.
Член РСДРП(б) з 1915 року.
З 1917 до 1918 року служив у Червоній гвардії у місті Воронежі.
У 1918—1920 роках — у редакції журналу ЦК КП Литви «Komunistas» (Воронеж, Вільно, Двінськ, Смоленськ).
До 24 жовтня 1921 року — секретар ЦК КП Литви.
У жовтні 1921 року заарештований литовською владою та  висланий до РРФСР.
З січня 1922 до 1923 року був редактором газети «Красное знамя» у місті Вільно (Вільнюсі).
У 1923—1924 роках — завідувач агітаційно-пропагандистського відділу Борисовського повітового комітету КП(б) Білорусії.
У 1924 — квітні 1925 року — відповідальний секретар Борисовського окружного комітету КП(б) Білорусії.
У квітні — листопаді 1925 року — відповідальний редактор газети ЦК КП(б) Білорусії «Звязда».
12 грудня 1925 — 3 січня 1927 року — завідувач організаційно-розподільчого відділу ЦК КП(б) Білорусії.
12 грудня 1925 — 3 січня 1927 року — член Секретаріату ЦК КП(б) Білорусії.
У 1927 році — завідувач організаційного відділу Сталінградського губернського комітету ВКП(б).
У 1927—1930 роках — інструктор організаційно-розподільчого відділу ЦК ВКП(б).
У 1931 — липні 1937 року — відповідальний (1-й) секретар Істринського районного комітету ВКП(б) Московської області.
25 липня 1937 року заарештований органами НКВС СРСР. 10 лютого 1938 року розстріляний та похований на полігоні «Комунарка» Московської області.
Посмертно реабілітований.